# 금강공원
금강공원(金剛公園)은 부산광역시 동래구 온천동에 있는 공원이다. 1972년 6월 26일 부산광역시의 기념물 제26호로 지정되었다가, 1993년 5월 22일 문화재 지정이 해제되었다.

## 같이 보기
- 임진동래의총

## 참고 문헌
- 금강공원 - 국가유산청 국가유산포털